# Сараток
Сараток— парадинаст (правитель) в Одрисском царстве в V или IV веке до н. э.

## Биография
О Саратоке известно из обнаруженного нумизматического материала. До 90-х годов XX века было зафиксировано только немногим более десятка его монет различных типов. Большинство исследователей, мнение которых разделяют, к примеру, Златковская Т. Д., Высокий М. Ф., относят найденные монеты с именем Саратока к периоду около 400 г. до н. э. Изображения виноградной грозди и сатира на них характерны для маронейского и фасосского типов чеканки. Исходя из этого, а также учитывая фракийское происхождение имени Саратока, некоторые ученые, например, В. Добруски, С. Кассон, полагают, что он правил частью Фракии, находящейся неподалеку от Маронеи и острова Фасоса. Другие, например, Мушмов Н. А., считают, что Сараток владел непосредственно Маронеей и частью Фасоса. По гипотезе, выдвинутой С. Топаловым, Сараток есть никто иной как Ситалк. Й. Юрукова, К. Порожанов, считают, что монеты Саратока были выпущены в период между 413 и 404 гг. до н. э. М. Тачева, напротив, относит время правления Саратока к более позднему периоду, полагая его современником Котиса I, властителем территории между Маронеей и Абдерой и вероятным участником событий, связанных с нападением на Абдеру трибаллов в 376/5 г. до н. э.